# 台湾裔澳大利亚人
臺灣裔澳洲人是指來自臺灣並且入籍成為澳洲公民的人士。在2016年澳洲人口普查中，澳洲該年共有70,790位臺灣裔移民。台灣青年赴澳洲打工度假人數，高居全球第五，2017～2018年台青海外打工度假，近七成首選澳洲。根據澳洲政府統計，台灣已經成為赴澳洲打工度假的第2大來源國，每年有2萬2000人。

## 定義
臺灣裔澳洲人的確切人數難以計算，因為多數人口研究往往將來自中國大陸，香港，澳門和臺灣的移民分類為廣義的“華裔澳洲人”，因此對於一般的臺灣人來說，自認臺灣裔，主要是對自己臺灣血緣和文化土地感情的認同，另外也有和中華人民共和國公民有所區隔的意味在，被視為臺灣正名運動和臺灣獨立運動的一個面向。在2016年人口普查中，有46,882人宣佈出生在臺灣。

## 歷史
在1950年代之前，澳洲的臺灣移民是微不足道的。至1970年代後，在雪梨和墨爾本等東岸大城才開始形成眾多的臺裔社區。

## 語言
臺灣的第一代移民通常會使用現代標準漢語，儘管許多人也會使用臺灣閩南語；客家話在臺灣移民中較少被使用。第二代出生的臺灣裔澳洲人使用臺灣閩南話當作母語但可能對現代標準漢語不太精通，如同其他海外臺灣人一樣。來自臺灣北部特別是大台北地區的臺灣移民使用現代標準漢語及一些臺灣閩南語當作母語。第二代臺灣客家人移民傾向使用官話。第一代的臺灣客家人則精通客家話、現代標準漢語及英語。使用閩南語和客家話的臺灣裔澳洲移民第二代可能只會說現代標準漢語，而臺灣外省人和臺灣閩南人通婚移民澳大利亞的後代，也只會使用現代標準漢語而不會使用臺灣話。

## 定居
由於鄰近墨爾本和雪梨，布里斯本為臺灣人移民澳洲較多的城市。